# Premi Edgar
Els Premis Edgar Allan Poe, o Premis Edgar, en honor d'Edgar Allan Poe, són lliurats tots els anys per l'Associació d'Escriptors de Misteri dels Estats Units. Premien els millors autors en ficció de misteri, no ficció, guió de televisió, de cinema i teatre publicat o produït l'últim any.

## Categories
- Millor novel·la (des de 1954)[2]
- Millor novel·la de debut d'un escriptor estatunidenc (des de 1946)
- Millor llibre original en rústica (des de 1970)
- Millor relat (des de 1951)
- Millor article sobre un crim real (des de 1948)
- Millor crítica / biografia (des de 1977)
- Millor obra adult/juvenil (des de 1989)
- Millor obra juvenil (des de 1961)
- Millor episodi de sèrie de TV (1952-2012)
- Millor episodir de minisèrie de TV (des de 1972)
- Millor guió cinematogràfic (1946-2009)
- Millor guió de teatre (des de 1950)
- Special Award (des de 1949)
- Premi Robert L. Fish Memorial de relat de misteri (des de 1984)
- Premi Raven (des de 1953)
- Premi Grand Master (des de 1955)
- Premi Ellery Queen (des de 1983)
- Premi Mary Higgins Clark (des de 2001)
- Millor guió per a ràdio (1946–1960)
- Outstanding Mystery Criticism (1946–1967)
- Millor pel·lícula estrangera (1949–1966)
- Millor portada (1955–1975)

## Millor novel·la

### 1950s
1954 Charlotte Jay, Beat Not the Bones
1955 Raymond Chandler, The Long Goodbye
1956 Margaret Millar, Beast in View
1957 Charlotte Armstrong, A Dram of Poison
1958 Ed Lacy, Room to Swing
1959 Stanley Ellin, The Eighth Circle

### 1960s
1960 Celia Fremlin, The Hours Before Dawn
1961 Julian Symons, The Progress of a Crime
1962 J. J. Marric, Gideon's Fire
1963 Ellis Peters, Death and the Joyful Woman
1964 Eric Ambler, The Light of Day
1965 John le Carré, The Spy Who Came in from the Cold
1966 Adam Hall, The Quiller Memorandum
1967 Nicolas Freeling, King of the Rainy Country
1968 Donald E. Westlake, God Save the Mark
1969 "Jeffery Hudson" (Michael Crichton), A Case of Nee

### 1970s
1970 Dick Francis, Forfeit
1971 Maj Sjöwall & Per Wahlöö, The Laughing Policeman
1972 Frederick Forsyth, The Day of the Jackal
1973 Warren Kiefer, The Lingala Code
1974 Tony Hillerman, Dance Hall of the Dead
1975 Jon Cleary, Peter's Pence
1976 Brian Garfield, Hopscotch
1977 Robert B. Parker, Promised Land
1978 William Hallahan, Catch Me: Kill Me
1979 Ken Follett, Eye of the Needle

### 1980s
1980 Arthur Maling, The Rheingold Route
1981 Dick Francis, Whip Hand
1982 William Bayer, Peregrine
1983 Rick Boyer, Billingsgate Shoal
1984 Elmore Leonard, La Brava
1985 Ross Thomas, Briarpatch
1986 L. R. Wright, The Suspect
1987 Barbara Vine, A Dark-Adapted Eye
1988 Aaron Elkins, Old Bones
1989 Stuart M. Kaminsky, A Cold Red Sunrise

### 1990s
1990 James Lee Burke, Black Cherry Blues
1991 Julie Smith, New Orleans Mourning
1992 Lawrence Block, A Dance at the Slaughterhouse
1993 Margaret Maron, Bootlegger's Daughter
1994 Minette Walters, The Sculptress
1995 Mary Willis Walker, The Red Scream
1996 Dick Francis, Come to Grief
1997 Thomas H. Cook, The Chatham School Affair
1998 James Lee Burke, Cimarron Rose
1999 Robert Clark, Mr. White's Confession

### 2000s
2000 Jan Burke, Bones
2001 Joe R. Lansdale, The Bottoms
2002 T. Jefferson Parker, Silent Joe
2003 S. J. Rozan, Winter and Night
2004 Ian Rankin, Resurrection Men
2005 T. Jefferson Parker, California Girl
2006 Jess Walter, Citizen Vince
2007 Jason Goodwin, The Janissary Tree
2008 John Hart, Down River
2009 C. J. Box, Blue Heaven

### 2010s
2010 John Hart, The Last Child
2011 Steve Hamilton, The Lock Artist
2012 Mo Hayder, Gone
2013 Dennis Lehane, Live by Night
2014 William Kent Krueger, Ordinary Grace
2015 Stephen King, Mr. Mercedes
2016 Lori Roy, Let Me Die in His Footsteps
2017 Noah Hawley, Before the Fall
2018 Attica Locke, Bluebird, Bluebird
2019 Walter Mosley, Down the River Unto the Sea

### 2020s
2020 Elly Griffiths, The Stranger Diaries
2021 Deepa Anappara, Djinn Patrol on the Purple Line
2022 James Kestrel, Five Decembers
2023 Danya Kukafka, Notes on an Execution
2024 James Lee Burke, Flags on the Bayou